# Würm

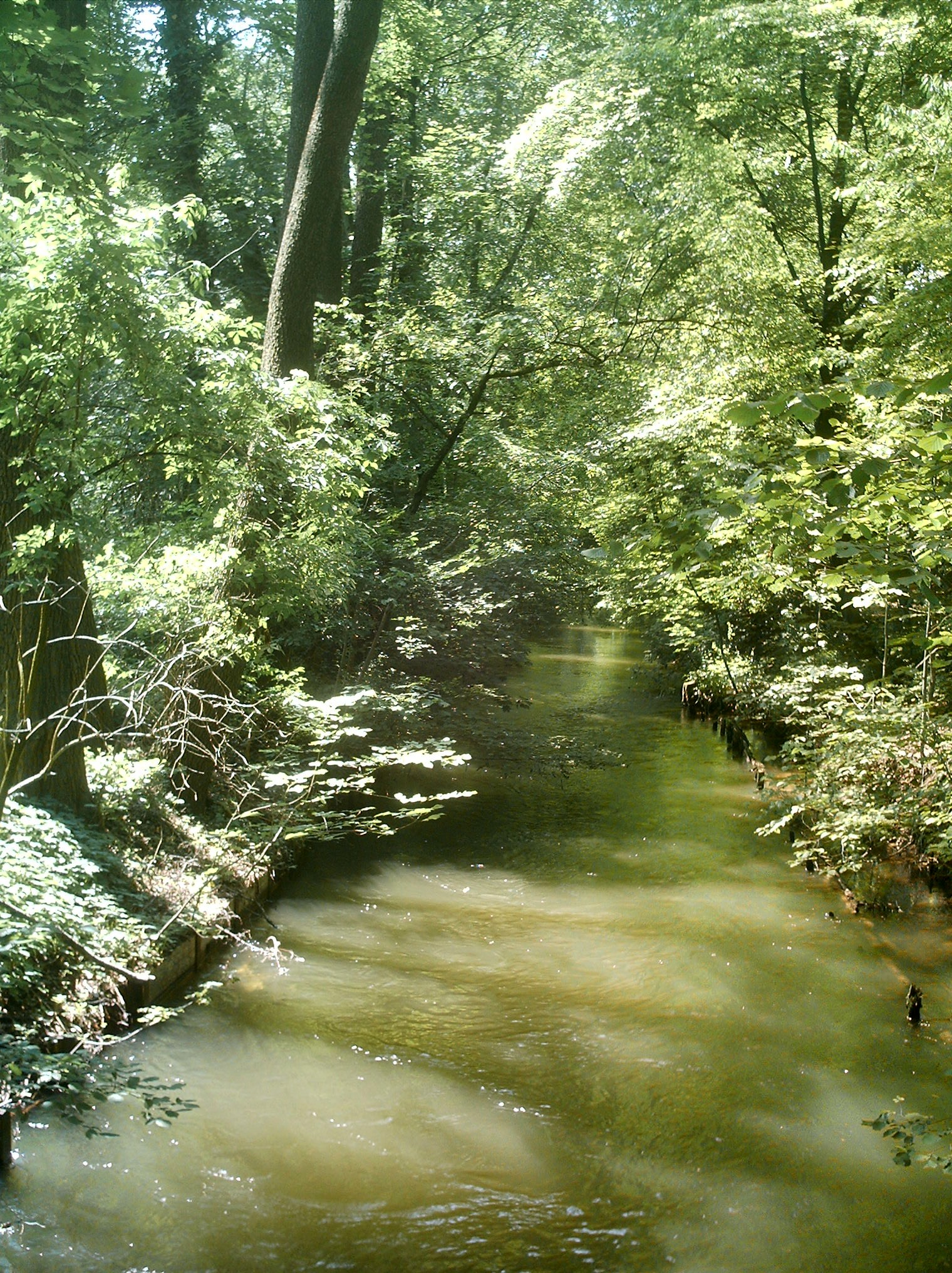
A Würm Pasingnál

A Würm egy folyó Németország Bajorország tartományában, az Amper  jobb oldali mellékvize. A Starnbergi-tó vizét vezeti le, igen sebes sodrással. Keresztülfolyik Gautingon, Kraillingon, Planeggen, Gräfelfingen, Lochhamon és München egy városrészén (Pasing), mielőtt Dachau közelében az Amperbe ömlene (amely nem messze onnan az Isarba folyik, amely aztán a Dunába üríti vizét. A Würm kis folyó, de elég ismert, mivel róla kapta nevét a Würm-glaciális.
Létezik ugyanezen a néven még egy, még kisebb folyó Baden-Württemberg Gäu nevű régiójában.